# مهدية (المنيا)
قرية مهدية  هي إحدي القرى التابعة لمركز المنيا بمحافظة المنيا في جمهورية مصر العربية. حسب إحصاءات سنة 2006، بلغ إجمالي السكان في مهدية 2535 نسمة، منهم 1308 رجل و1227 امرأة.